# Frankrijk op de Olympische Zomerspelen 2016
Frankrijk nam deel aan de Olympische Zomerspelen 2016 in Rio de Janeiro, Brazilië. De selectie bestond uit 399 atleten, actief in 30 olympische sportdisciplines (actief in alle sporten met uitzondering van het hockey). Het was de grootste olympische ploeg sinds de Spelen van 1924; toen deden twee atleten meer. Judoka Teddy Riner droeg de nationale vlag tijdens de openings- en de sluitingsceremonie. Tijdens de Spelen was Frankrijk het meest succesvol in het boksen (zes medailles) en judo (vijf medailles).

## Medailleoverzicht
| Sport            | Olympiër | Onderdeel                         | Medaille |
| ---------------- | --- | --------------------------------- | -------- |
| Boksen           | Tony Yoka | superzwaar (+91 kg) (m)           | Goud     |
| Boksen           | Estelle Mossely | lichtgewicht (v)                  | Goud     |
| Judo             | Teddy Riner | zwaargewicht (+100 kg) (m)        | Goud     |
| Judo             | Émilie Andéol | zwaargewicht (+78 kg) (v)         | Goud     |
| Kanovaren        | Denis Gargaud Chanut | C-1 slalom (m)                    | Goud     |
| Paardensport     | Karim Laghouag op Entebbe Mathieu Lemoine op Bart L Astier Nicolas op Piaf De B'Neville Thibaut Vallette op Qing du Briot                             | eventing team                     | Goud     |
| Paardensport     | Roger-Yves Bost op Sydney une Prince Pénélope Leprévost op Flora de Mariposa Philippe Rozier op Rahotep de Toscane Kevin Staut op Reveur de Hurtebise | springconcours team               | Goud     |
| Roeien           | Jérémie Azou Pierre Houin | lichte dubbel-twee (m)            | Goud     |
| Schermen         | Yannick Borel Gauthier Grumier Daniel Jérent Jean-Michel Lucenay                                                                                      | degen team (m)                    | Goud     |
| Zeilen           | Charline Picon | RS:X (v)                          | Goud     |
| Atletiek         | Renaud Lavillenie | polsstokhoogspringen (m)          | Zilver   |
| Atletiek         | Kévin Mayer | tienkamp (m)                      | Zilver   |
| Atletiek         | Mélina Robert-Michon | discuswerpen (v)                  | Zilver   |
| Boksen           | Sofiane Oumiha | lichtgewicht (m)                  | Zilver   |
| Boksen           | Sarah Ourahmoune | vlieggewicht (v)                  | Zilver   |
| Boogschieten     | Jean-Charles Valladont | individueel (m)                   | Zilver   |
| Handbal          | olympisch team | mannen                            | Zilver   |
| Handbal          | olympisch team | vrouwen                           | Zilver   |
| Judo             | Clarisse Agbegnenou | –63 kg (v)                        | Zilver   |
| Judo             | Audrey Tcheuméo | –78 kg (v)                        | Zilver   |
| Kanovaren        | Maxime Beaumont | K-1 200 m (m)                     | Zilver   |
| Moderne vijfkamp | Élodie Clouvel | vrouwen                           | Zilver   |
| Paardensport     | Astier Nicolas op Piaf De B'Neville | eventing                          | Zilver   |
| Schermen         | Jérémy Cadot Jean-Paul Tony Helissey Enzo Lefort Erwan Le Péchoux                                                                                     | floret team (m)                   | Zilver   |
| Schietsport      | Jean Quiquampoix | 25 m snelvuurpistool (m)          | Zilver   |
| Taekwondo        | Haby Niaré | –67 kg (v)                        | Zilver   |
| Zwemmen          | Florent Manaudou | 50 m vrij (m)                     | Zilver   |
| Zwemmen          | Fabien Gilot Florent Manaudou Mehdy Metella William Meynard Clément Mignon Jérémy Stravius                                                            | 4x100 m vrij (m)                  | Zilver   |
| Atletiek         | Christophe Lemaitre | 200 m (m)                         | Brons    |
| Atletiek         | Dimitri Bascou | 110 m horden (m)                  | Brons    |
| Atletiek         | Mahiedine Mekhissi-Benabbad | 3000 m steeplechase (m)           | Brons    |
| Boksen           | Souleymane Cissokho | weltergewicht (m)                 | Brons    |
| Boksen           | Mathieu Bauderlique | halfzwaargewicht (m)              | Brons    |
| Judo             | Cyrille Maret | –100 kg (m)                       | Brons    |
| Kanovaren        | Gauthier Klauss Matthieu Péché | C-2 slalom (m)                    | Brons    |
| Roeien           | Thomas Baroukh Thibault Colard Guillaume Raineau Franck Solforosi                                                                                     | lichte vier-zonder (m)            | Brons    |
| Schermen         | Gauthier Grumier | degen (m)                         | Brons    |
| Schietsport      | Alexis Raynaud | 50 m kleinkaliber 3 houdingen (m) | Brons    |
| Wielersport      | Grégory Baugé Michaël D'Almeida François Pervis | team sprint (m)                   | Brons    |
| Zeilen           | Pierre Le Coq | RS:X (m)                          | Brons    |
| Zeilen           | Hélène Defrance Camille Lecointre | 470 (v)                           | Brons    |
| Zwemmen          | Marc-Antoine Olivier | 10 km open water (m)              | Brons    |

## Deelnemers
(m) = mannen, (v) = vrouwen, (g) = gemengd

### Atletiek
| Olympiër                                                                                                 | Onderdeel                | Resultaat | Prestatie                                                                       |
| --- | ------------------------ | --------- | ------------------------------------------------------------------------------- |
| Jimmy Vicaut                                                                                             | 100m (m)                 | 7e        | serie 4: 4de in 10,19 halve finale 1: 1ste in 9,95 finale: 7de in 10,04         |
| Christophe Lemaitre                                                                                      | 100m (m)                 | 13e       | serie 5: 3de in 10,16 halve finale 3: 3de in 10,07                              |
| Christophe Lemaitre                                                                                      | 200m (m)                 | Brons     | serie 8: 2de in 20,28 halve finale 1: 2de in 20,01 finale: 3de in 20,12         |
| Pierre-Ambroise Bosse                                                                                    | 800m (m)                 | 4e        | serie 7: 1ste in 1.48,12 halve finale 1: 1ste in 1.43,85 finale: 4de in 1.43,41 |
| Florian Carvalho                                                                                         | 1500m (m)                | 28e       | serie 1: 10de in 3.41,87                                                        |
| Dimitri Bascou                                                                                           | 110m horden (m)          | Brons     | serie 3: 1ste in 13,31 halve finale 3: 1ste in 13,23 finale: 3de in 13,24       |
| Wilhelm Belocian                                                                                         | 110m horden (m)          | DSQ       | serie 4: DSQ                                                                    |
| Pascal Martinot-Lagarde                                                                                  | 110m horden (m)          | 4e        | serie 5: 2de in 13,36 halve finale 2: 2de in 13,25 finale: 4de in 13,29         |
| Yoann Kowal                                                                                              | 3000m steeplechase (m)   | 5e        | serie 3: 5de in 8.23,49 finale: 5de in 8.16,75                                  |
| Mahiedine Mekhissi-Benabbad                                                                              | 3000m steeplechase (m)   | Brons     | serie 2: 3de in 8.26,32 finale: 3de in 8.11,52                                  |
| Guy-Elphegè Anouman Stuart Dutamby Christophe Lemaitre Marvin René Jimmy Vicaut Mickaël-Meba Zeze        | 4x100m (m)               | 11e       | serie 1: 5de in 38,35                                                           |
| Mame-Ibra Anne Teddy Atine-Venel Mamadou Kasse Hann Mamoudou Elimane Hanne Thomas Jordier Ludvy Vaillant | 4x400m (m)               | 9e        | serie 1: 5de in 3.00,82                                                         |
| Kévin Campion                                                                                            | 20km snelwandelen (m)    | 49e       | 1:26.22                                                                         |
| Yohann Diniz                                                                                             | 50km snelwandelen (m)    | 8e        | 3:46.43                                                                         |
| Kafétien Gomis                                                                                           | verspringen (m)          | 8e        | kwalificatie groep A: 8ste met 7,89m finale: 8ste met 8,05m                     |
| Benjamin Compaoré                                                                                        | hink-stap-springen (m)   | 10e       | kwalificatie groep A: 5de met 16,72m finale: 10de met 16,54m                    |
| Harold Correa                                                                                            | hink-stap-springen (m)   | 13e       | kwalificatie groep B: 7de met 16,60m                                            |
| Stanley Joseph                                                                                           | polsstokhoogspringen (m) | 16e       | kwalificatie groep B: 7de met 5,45m                                             |
| Renaud Lavillenie                                                                                        | polsstokhoogspringen (m) | Zilver    | kwalificatie groep A: 1ste met 5,70m finale: 2de met 5,98m                      |
| Kévin Menaldo                                                                                            | polsstokhoogspringen (m) | 16e       | kwalificatie groep B: 7de met 5,45m                                             |
| Bastien Auzeil                                                                                           | tienkamp (m)             | 13e       | 8064 punten                                                                     |
| Kévin Mayer                                                                                              | tienkamp (m)             | Zilver    | 8834 punten NR                                                                  |
| |                          |           |                                                                                 |
| Floria Gueï                                                                                              | 400m (v)                 | 11e       | serie 6: 3de in 51,29 halve finale 2: 4de in 51,08                              |
| Justine Fedronic                                                                                         | 800m (v)                 | 46e       | serie 1: 5de in 2.02,73                                                         |
| Rénelle Lamote                                                                                           | 800m (v)                 | 44e       | serie 7: 5de in 2.02,19                                                         |
| Cindy Billaud                                                                                            | 100m horden (v)          | 17e       | serie 4: 5de in 12,98 halve finale 3: 6de in 13,03                              |
| Sandra Gomis                                                                                             | 100m horden (v)          | 20e       | serie 6: 3de in 13,04 halve finale 1: 7de in 13,23                              |
| Phara Anacharsis                                                                                         | 400m horden (v)          | 27e       | serie 5: 5de in 56,64                                                           |
| Stella Akakpo Céline Distel-Bonnet Floriane Gnafoua Jennifer Galais Maroussia Paré Carolle Zahi          | 4x100m (v)               | 11e       | serie 2: 4de in 43,07                                                           |
| Phara Anacharsis Elea Mariama Diarra Floria Gueï Marie Gayot Brigitte Ntiamoah Agnès Raharolahy          | 4x400m (v)               | 10e       | serie 1: 5de in 3.26,18                                                         |
| Christelle Daunay                                                                                        | marathon (v)             | DNF       | DNF                                                                             |
| Emilie Menuet                                                                                            | 20km snelwandelen (v)    | 13e       | 1:32:04                                                                         |
| Jeanine Assani Issouf                                                                                    | hink-stap-springen (v)   | 19e       | kwalificatie groep A: 9de met 13,97m                                            |
| Vanessa Boslak                                                                                           | polsstokhoogspringen (v) | 28e       | kwalificatie groep A: 14de met 4,30m                                            |
| Pauline Pousse                                                                                           | discuswerpen (v)         | 13e       | kwalificatie groep A: 8ste met 58,98m                                           |
| Mélina Robert-Michon                                                                                     | discuswerpen (v)         | Zilver    | kwalificatie groep B: 4de met 62,59m finale: 2de met 66,73m (NR)                |
| Mathilde Andraud                                                                                         | speerwerpen (v)          | 24e       | kwalificatie groep B: 11de met 56,61m                                           |
| Alexandra Tavernier                                                                                      | kogelslingeren (v)       | 11e       | kwalificatie groep A: 6de met 70,30m finale: 11de met 65,18m                    |
| Antoinette Nana Djimou Ida                                                                               | zevenkamp (v)            | 11e       | 6383 punten                                                                     |

### Badminton
| Olympiër        | Onderdeel     | Resultaat | Prestatie                                                                          |
| --------------- | ------------- | --------- | ---------------------------------------------------------------------------------- |
| Brice Leverdez  | enkelspel (m) | 17e       | groep G: 2de V van DEN Jorgensen: 11–21, 18–21 W van EST Must: 21–18, 18–21, 21–12 |
|                 |               |           |                                                                                    |
| Delphine Lansac | enkelspel (v) | 17e       | groep C: 3de V van KOR Sung: (13–21, 14–21) V van SIN Liang: 7–21, 15–21           |

### Basketbal

#### Mannen
| Olympiër | Onderdeel | Resultaat | Prestatie |
| --- | --------- | --------- | --------- |
| Thomas Heurtel Nicolas Batum Antoine Diot Joffrey Lauvergne Charles Lombahe-Kahudi Tony Parker Florent Piétrus Nando de Colo Boris Diaw Mickaël Gelabale Rudy Gobert Kim Tillie | mannen    | 5e        | zie onder |

| Groep A |                  |             |             |             |            |            |            |        |
| №       | Land             | Wedstrijden | Wedstrijden | Wedstrijden | Doelpunten | Doelpunten | Doelpunten | Punten |
| №       | Land             | G           | W           | V           | V          | T          | Saldo      | Punten |
| 1       | Verenigde Staten | 5           | 5           | 0           | 524        | 407        | +117       | 10     |
| 2       | Australië        | 5           | 4           | 1           | 444        | 368        | +76        | 9      |
| 3       | Frankrijk        | 5           | 3           | 2           | 423        | 378        | +45        | 8      |
| 4       | Servië           | 5           | 2           | 3           | 426        | 387        | +39        | 7      |
| 5       | Venezuela        | 5           | 1           | 4           | 315        | 444        | –129       | 6      |
| 6       | China            | 5           | 0           | 5           | 318        | 466        | –148       | 5      |

| Ronde       | Datum       | Lokale tijd | MEZT           | Plaats           | Land   | Score     | Land      |
| ----------- | ----------- | ----------- | -------------- | ---------------- | ------ | --------- | --------- |
| Groepsfase  |             |             |                |                  |        |           |           |
| 6 augustus  | 14:15       | 19:15       | Rio de Janeiro | Australië        | 87–66  | Frankrijk |           |
| 8 augustus  | 22:30       | 03:30       | Rio de Janeiro | Frankrijk        | 88–60  | China     |           |
| 10 augustus | 14:15       | 19:15       | Rio de Janeiro | Servië           | 75–76  | Frankrijk |           |
| 12 augustus | 22:30       | 03:30       | Rio de Janeiro | Frankrijk        | 96–56  | Venezuela |           |
| 14 augustus | 14:15       | 19:15       | Rio de Janeiro | Verenigde Staten | 100–97 | Frankrijk |           |
| Kwartfinale | 17 augustus | 14:30       | 19:30          | Rio de Janeiro   | Spanje | 92–67     | Frankrijk |

#### Vrouwen
| Olympiër | Onderdeel | Resultaat | Prestatie |
| --- | --------- | --------- | --------- |
| Isabelle Yacoubou Endéné Miyem Sandrine Gruda Céline Dumerc Sarah Michel Valériane Ayayi Gaëlle Skrela Héléna Ciak Marine Johannes Marielle Amant Olivia Epoupa Lætitia Kamba | vrouwen   | 4e        | zie onder |

| Groep A |             |             |             |             |            |            |            |        |
| #       | Land        | Wedstrijden | Wedstrijden | Wedstrijden | Doelpunten | Doelpunten | Doelpunten | Punten |
| #       | Land        | G           | W           | V           | V          | T          | Saldo      | Punten |
| 1       | Australië   | 5           | 5           | 0           | 400        | 345        | +55        | 10     |
| 2       | Frankrijk   | 5           | 3           | 2           | 344        | 343        | +1         | 8      |
| 3       | Turkije     | 5           | 3           | 2           | 324        | 325        | –1         | 8      |
| 4       | Japan       | 5           | 3           | 2           | 386        | 378        | +8         | 8      |
| 5       | Wit-Rusland | 5           | 1           | 4           | 347        | 361        | –14        | 6      |
| 6       | Brazilië    | 5           | 0           | 5           | 335        | 384        | –49        | 5      |

| Ronde          | Datum       | Lokale tijd | MEZT           | Plaats         | Land      | Score       | Land             |
| -------------- | ----------- | ----------- | -------------- | -------------- | --------- | ----------- | ---------------- |
| Groepsfase     |             |             |                |                |           |             |                  |
| 6 augustus     | 12:00       | 17:00       | Rio de Janeiro | Turkije        | 39–55     | Frankrijk   |                  |
| 7 augustus     | 19:45       | 00:45       | Rio de Janeiro | Frankrijk      | 73–72     | Wit-Rusland |                  |
| 9 augustus     | 12:15       | 17:15       | Rio de Janeiro | Australië      | 89–71     | Frankrijk   |                  |
| 11 augustus    | 15:30       | 20:30       | Rio de Janeiro | Frankrijk      | 74–64     | Brazilië    |                  |
| 13 augustus    | 17:45       | 22:45       | Rio de Janeiro | Japan          | 79–71     | Frankrijk   |                  |
| Kwartfinale    | 16 augustus | 22:15       | 03:15          | Rio de Janeiro | Frankrijk | 68–63       | Canada           |
| Halve finale   | 18 augustus | 19:00       | 00:00          | Rio de Janeiro | Frankrijk | 67–86       | Verenigde Staten |
| Bronzen finale | 20 augustus | 11:30       | 16:30          | Rio de Janeiro | Frankrijk | 63–70       | Servië           |

### Boksen
| Olympiër               | Onderdeel | Resultaat | Prestatie |
| ---------------------- | --------- | --------- | --- |
| Elie Konki             | –52kg (m) | 9e        | 1ste ronde: W van GER Touba: 3–0 2de ronde: V van RUS Alojan: 0–3 |
| Sofiane Oumiha         | –60kg (m) | Zilver    | 1ste ronde: W van HON Lopez: 3–0 2de ronde: W van THA Ruenroeng: (tko) kwartfinale: W van AZE Selimov: 3–0 halve finale: W van MGL Otgondalai: 3–0 finale: V van BRA Conceiçao: 0–3 |
| Hassan Amzile          | –64kg (m) | 9e        | 1ste ronde: W van NAM Junias: 3–0 2de ronde: V van CUB Lorenzo Sotomayor: 1–2 |
| Souleymane Cissokho    | –69kg (m) | Brons     | 1ste ronde: W van HUN Backsai: 3–0 2de ronde: W van AZE Baghirov: 3–0 kwartfinale: W van THA Adi: 3–0 halve finale: V van KAZ Jeleoessinov: 0–3                                     |
| Christian Mbilli Asomo | –75kg (m) | 5e        | 1ste ronde: W van UKR Mytrofanov: 3–0 2de ronde: W van ECU Delgado: 2–1 kwartfinale: V van CUB Lopez: 0–3                                                                           |
| Mathieu Bauderlique    | –81kg (m) | Brons     | 1ste ronde: vrij 2de ronde: W van COL Carrillo: 3–0 kwartfinale: W van ECU Mina: (tko) halve finale: V van CUB La Cruz: 0–3                                                         |
| Paul Omba Biongolo     | –91kg (m) | 9e        | 1ste ronde: vrij 2de ronde: V van AZE Abdullayev: (tko) |
| Tony Yoka              | +91kg (m) | Goud      | 1ste ronde: vrij 2de ronde: W van ISV Laurent: 3–0 kwartfinale: W van JOR Ishaish: 3–0 halve finale W van Kroatië Hrgovic: 2–1 finale: W van GBR Joyce: 2–1                         |
|                        |           |           | |
| Sarah Ourahmoune       | –51kg (v) | Zilver    | 1ste ronde: W van MAR Zahraui: 3–0 kwartfinale: W van KAZ Shekerbekova: 3–0 halve finale: W van COL Valencia: 2–0 finale: V van GBR Adams: 0–3                                      |
| Estelle Mossely        | –60kg (v) | Goud      | 1ste ronde: vrij kwartfinale: W van ITA Testa: 3–0 halve finale: W van RUS Beljakova: (tko) finale: W van CHN Yin: 2–1                                                              |

### Boogschieten
| Olympiër                                          | Onderdeel       | Resultaat | Prestatie |
| ------------------------------------------------- | --------------- | --------- | --- |
| Lucas Daniel                                      | individueel (m) | 33e       | plaatsingsronde: 21ste met 666 punten 1ste ronde: V van ESP Alvarino: 6–0 |
| Pierre Plihon                                     | individueel (m) | 33e       | plaatsingsronde: 36ste met 657 punten 1ste ronde: V van TUR Gazoz: 5–6 |
| Jean-Charles Valladont                            | individueel (m) | Zilver    | plaatsingsronde: 8ste met 680 punten 1ste ronde: W van CIV Kouassi: 6–4 2de ronde: W van UKR Roeban: 6–0 3de ronde: W van THA Thamwong: 6–0 kwartfinale: W van ITA Nespoli: 6–5 halve finale: W van NED van den Berg: 7–3 finale: V van KOR Ku: 3–7 |
| Lucas Daniel Pierre Plihon Jean-Charles Valladont | team (m)        | 5e        | plaatsingsronde: 5de met 2003 punten 1ste ronde: W van Maleisië: 6–2 kwartfinale: V van Australië: 3-5 |

### Gewichtheffen
| Olympiër               | Onderdeel | Resultaat | Prestatie                                                             |
| ---------------------- | --------- | --------- | --------------------------------------------------------------------- |
| Bernardin Kingue Matam | –69kg (m) | 7e        | trekken: 12de met 140kg stoten: 6de met 180kg totaal: 320kg           |
| Giovanni Bardis        | –85kg (m) | 9e        | trekken: 8ste met 165kg stoten: 12de met 192kg totaal: 357kg          |
| Benjamin Hennequin     | –85kg (m) | 10e       | trekken: 11de met 155kg stoten: 11de met 195kg totaal: 350kg          |
| Kévin Bouly            | –94kg (m) | 12e       | trekken: 13de met 155kg stoten: 12de met 190kg totaal: 12de met 345kg |
|                        |           |           |                                                                       |
| Gaëlle Nayo-Ketchanke  | –75kg (v) | 8e        | trekken: 8ste met 102kg stoten: 5de met 135kg totaal: 237kg           |

### Golf
| Olympiër       | Onderdeel | Resultaat | Prestatie            |
| -------------- | --------- | --------- | -------------------- |
| Grégory Bourdy | mannen    | 21e       | 281 punten (par –3)  |
| Julien Quesne  | mannen    | 55e       | 293 punten (par +9)  |
|                |           |           |                      |
| Karine Icher   | vrouwen   | 44e       | 294 punten (par +10) |
| Gwladys Nocera | vrouwen   | 39e       | 290 punten (par +6)  |

### Gymnastiek
| Olympiër                                                                | Onderdeel                | Resultaat | Prestatie |
| Ritmisch                                                                | Ritmisch                 | Ritmisch  | Ritmisch |
| ----------------------------------------------------------------------- | ------------------------ | --------- | --- |
| Kseniya Moustafaeva                                                     | individueel (v)          | 10e       | kwalificatie: 10de hoepel: 17,600 bal: 17,516 knotsen: 17,500 linten: 17,366 totaal: 69,982 punten finale: hoepel: 17,700 bal: 16,833 knotsen: 16,916 linten: 16,741 totaal: 10de met 68,240 punten |
| Trampoline                                                              |                          |           | |
| Sébastien Martiny                                                       | mannen                   | 10e       | kwalificatie: 10de met 106,230 punten |
|                                                                         |                          |           | |
| Sébastien Martiny                                                       | vrouwen                  | 14e       | kwalificatie: 14de met 96,760 punten |
| Turnen                                                                  |                          |           | |
| Samir Aït Saïd                                                          | ringen (m)               | DNF       | DNF |
| Danny Rodrigues                                                         | ringen (m)               | 7e        | kwalificatie: 10de met 15,266 punten finale: 7de met 15,233 punten |
| Axel Augis                                                              | meerkamp individueel (m) | 21e       | kwalificatie: 23ste met 86,032 punten finale: 21ste met 82,898 punten |
| Cyril Tommasone                                                         | paard voltige (m)        | 4e        | kwalificatie: 3de met 15,650 punten finale: 4de met 15,600 punten |
| Samir Aït Saïd Axel Augis Julien Gobaux Danny Rodrigues Cyril Tommasone | meerkamp team (m)        | 12e       | kwalificatie: 12de vloer: 41,065 voltige: 44,383 ringen: 45,299 sprong: 39,732 brug: 44,299 rekstok: 42,433 'totaal: 257,211 punten                                                                 |
|                                                                         |                          |           | |
| Marine Boyer                                                            | balk (v)                 | 4e        | kwalificatie: 9de met 14,600 punten finale: 4de met 14,600 punten |
| Marine Brevet                                                           | meerkamp individueel (v) | 15e       | kwalificatie: 16de met 56,565 punten finale: 15de met 56,599 punten |
| Louise Vanhille                                                         | meerkamp individueel (v) | 20e       | kwalificatie: 21ste met 55,765 punten finale: 20ste met 54,666 punten |
| Marine Boyer Marine Brevet Loan His Oréane Lechenault Louise Vanhille   | meerkamp team (v)        | 11e       | kwalificatie: sprong: 42,299 brug: 43,099 balk: 42,399 vloer: 40,899 totaal: 168,696 punten |

### Handbal

#### Mannen
| Olympiër | Onderdeel | Resultaat | Prestatie |
| --- | --------- | --------- | --------- |
| Daniel Narcisse Vincent Gérard Nikola Karabatić Kentin Mahé Mathieu Grébille Thierry Omeyer Timothey N'Guessan Luc Abalo Cédric Sorhaindo Michaël Guigou Luka Karabatić Ludovic Fabregas Adrien Dipanda Valentin Porte | mannen    | Zilver    | zie onder |

| Groep A |            |             |             |             |             |            |            |            |        |
| #       | Land       | Wedstrijden | Wedstrijden | Wedstrijden | Wedstrijden | Doelpunten | Doelpunten | Doelpunten | Punten |
| #       | Land       | G           | W           | G           | V           | V          | T          | Saldo      | Punten |
| 1       | Kroatië    | 5           | 4           | 0           | 1           | 147        | 134        | +13        | 8      |
| 2       | Frankrijk  | 5           | 4           | 0           | 1           | 152        | 126        | +26        | 8      |
| 3       | Denemarken | 5           | 3           | 0           | 2           | 136        | 127        | +9         | 6      |
| 4       | Qatar      | 5           | 2           | 1           | 2           | 122        | 127        | −5         | 5      |
| 5       | Argentinië | 5           | 1           | 0           | 4           | 110        | 126        | −16        | 2      |
| 6       | Tunesië    | 5           | 0           | 1           | 4           | 118        | 145        | −27        | 1      |

| Ronde        | Datum       | Lokale tijd | MEZT           | Plaats         | Land       | Score      | Land      |
| ------------ | ----------- | ----------- | -------------- | -------------- | ---------- | ---------- | --------- |
| Groepsfase   |             |             |                |                |            |            |           |
| 7 augustus   | 19:50       | 00:50       | Rio de Janeiro | Frankrijk      | 25−23      | Tunesië    |           |
| 9 augustus   | 09:30       | 14:30       | Rio de Janeiro | Qatar          | 20−35      | Frankrijk  |           |
| 11 augustus  | 21:50       | 02:50       | Rio de Janeiro | Frankrijk      | 31−24      | Argentinië |           |
| 13 augustus  | 11:30       | 16:30       | Rio de Janeiro | Kroatië        | 29−28      | Frankrijk  |           |
| 15 augustus  | 14:40       | 19:40       | Rio de Janeiro | Frankrijk      | 33−30      | Denemarken |           |
| Kwartfinale  | 17 augustus | 10:00       | 15:00          | Rio de Janeiro | Brazilië   | 27−34      | Frankrijk |
| Halve finale | 19 augustus | 15:30       | 20:30          | Rio de Janeiro | Frankrijk  | 29−28      | Duitsland |
| Finale       | 21 augustus | 14:00       | 19:00          | Rio de Janeiro | Denemarken | 28−26      | Frankrijk |

#### Vrouwen
| Olympiër | Onderdeel | Resultaat | Prestatie |
| --- | --------- | --------- | --------- |
| Laura Glauser Blandine Dancette Camille Ayglon Allison Pineau Laurisa Landre Grace Zaadi Amandine Leynaud Manon Houette Siraba Dembélé Chloé Bulleux Béatrice Edwige Estelle Nze Minko Gnonsiane Niombla Alexandra Lacrabère | vrouwen   | Zilver    | zie onder |

| № | Land       | Wedstrijden | Wedstrijden | Wedstrijden | Wedstrijden | Doelpunten | Doelpunten | Doelpunten | Punten |
| - | ---------- | ----------- | ----------- | ----------- | ----------- | ---------- | ---------- | ---------- | ------ |
| № | Land       | G           | W           | G           | V           | V          | T          | Saldo      | Punten |
| 1 | Rusland    | 5           | 5           | 0           | 0           | 165        | 147        | +18        | 10     |
| 2 | Frankrijk  | 5           | 4           | 0           | 1           | 118        | 93         | +25        | 8      |
| 3 | Zweden     | 5           | 2           | 1           | 2           | 150        | 141        | +9         | 5      |
| 4 | Nederland  | 5           | 1           | 2           | 2           | 135        | 135        | 0          | 4      |
| 5 | Zuid-Korea | 5           | 1           | 1           | 3           | 130        | 136        | −6         | 3      |
| 6 | Argentinië | 5           | 0           | 0           | 5           | 101        | 147        | −46        | 0      |

| Ronde        | Datum       | Lokale tijd | MEZT           | Plaats         | Land      | Score      | Land      |
| ------------ | ----------- | ----------- | -------------- | -------------- | --------- | ---------- | --------- |
| Groepsfase   |             |             |                |                |           |            |           |
| 6 augustus   | 11:30       | 16:30       | Rio de Janeiro | Nederland      | 14−18     | Frankrijk  |           |
| 8 augustus   | 11:30       | 16:30       | Rio de Janeiro | Frankrijk      | 25−26     | Rusland    |           |
| 10 augustus  | 21:50       | 02:50       | Rio de Janeiro | Frankrijk      | 27−11     | Argentinië |           |
| 12 augustus  | 21:50       | 02:50       | Rio de Janeiro | Zuid-Korea     | 17−21     | Frankrijk  |           |
| 14 augustus  | 11:30       | 16:30       | Rio de Janeiro | Zweden         | 25−27     | Frankrijk  |           |
| Kwartfinale  | 16 augustus | 13:30       | 18:30          | Rio de Janeiro | Spanje    | 26−27      | Frankrijk |
| Halve finale | 18 augustus | 15:30       | 20:30          | Rio de Janeiro | Nederland | 23−24      | Frankrijk |
| Finale       | 20 augustus | 15:30       | 20:30          | Rio de Janeiro | Frankrijk | 19−22      | Rusland   |

### Judo
| Olympiër            | Onderdeel  | Resultaat | Prestatie |
| ------------------- | ---------- | --------- | --- |
| Walide Khyar        | –60kg (m)  | 17e       | 1ste ronde: W van PLE Yacoub: ippon 2de ronde: V van BRA Kitadai: yuko |
| Kilian Le Blouch    | –66kg (m)  | 9e        | 1ste ronde: vrij 2de ronde: W van GBR Oates: shido 3de ronde: V van KOR An: ippon |
| Pierre Duprat       | –73kg (m)  | 17e       | 1ste ronde: W van PRK Hong: ippon 2de ronde: V van RUS Iartsjev: shido |
| Loïc Pietri         | –81kg (m)  | 17e       | 1ste ronde: vrij 2de ronde: V van CAN Valois-Fortier: yuko |
| Alexandre Iddir     | –90kg (m)  | 7e        | 1ste ronde: vrij 2de ronde: W van SUI Ciril Grossklaus: shido 3de ronde: W van Brown: waza-ari kwartfinale: V van JPN Baker: ippon herkansingen: V van SWE Nyman: ippon                                        |
| Cyrille Maret       | –100kg (m) | Brons     | 1ste ronde: vrij 2de ronde: W van MLI Traoré: ippon 3de ronde: W van NED Grol: yuko kwartfinale: W van GEO Gviniasjvili: waza-ari halve finale: V van CZE Krpalek: ippon bronzen finale: W van GER Frey: ippon |
| Teddy Riner V       | +100kg (m) | Goud      | 1ste ronde: vrij 2de ronde: W van ALG Tayeb: ippon kwartfinale: W van BRA Silva: waza-ari halve finale: W van ISR Sasson: waza-ari finale: W van JPN Harasawa: shido                                           |
|                     |            |           | |
| Laëtitia Payet      | –48kg (v)  | 9e        | 1ste ronde: W van AUS Rayner: ippon 2de ronde: V van MGL Mönkhbat: ippon |
| Priscilla Gneto     | –52kg (v)  | 17e       | 1ste ronde: V van SUI Tschopp: ippon |
| Automne Pavia       | –57kg (v)  | 7e        | 1ste ronde: vrij 2de ronde: W van GBR Smythe-Davis: ippon kwartfinale: V van JPN Matsumoto: waza-ari herkansingen: V van POR Monteiro: ippon                                                                   |
| Clarisse Agbegnenou | –63kg (v)  | Zilver    | 1ste ronde: vrij 2de ronde: W van TUR Katipogli: ippon kwartfinale: W van NED van Emden: ippon halve finale: W van JPN Tashiro: shido finale: V van SLO Trstenjak: ippon                                       |
| Gévrise Émane       | –70kg (v)  | 9e        | 1ste ronde: vrij 2de ronde: V van GBR Conway: ippon |
| Audrey Tcheuméo     | –78kg (v)  | Zilver    | 1ste ronde: vrij 2de ronde: W van PRK Sol: ippon kwartfinale: W van GBR Powell: shido halve finale: W van BRA Aguiar: shido finale: V van USA Harrison: ippon                                                  |
| Émilie Andéol       | +78kg (v)  | Goud      | 1ste ronde: vrij 2de ronde: W van MEX Zambotti: shido kwartfinale: W van TUN Chikhrouhou: shido halve finale: W van CHN Yu: ippon finale: W van CUB Ortiz: ippon                                               |

### Kanovaren
| Olympiër                                                   | Onderdeel     | Resultaat | Prestatie                                                                          |
| Slalom                                                     | Slalom        | Slalom    | Slalom                                                                             |
| ---------------------------------------------------------- | ------------- | --------- | ---------------------------------------------------------------------------------- |
| Denis Gargaud Chanut                                       | C-1 (m)       | Goud      | series: 2de in 93,48 halve finale: 3de in 98,06 finale: 1ste in 94,17              |
| Gauthier Klauss Matthieu Péché                             | C-2 (m)       | Brons     | series: 2de in 102,43 halve finale: 5de in 110,19 finale: 3de in 103,24            |
| Sébastien Combot                                           | K-1 (m)       | 8e        | series: 9de in 88.94 halve finale: 8ste in 94,59 finale: 8ste in 92,55             |
|                                                            |               |           |                                                                                    |
| Marie-Zélia Lafont                                         | K-1 (v)       | 16e       | series: 16de in 110,52                                                             |
| Sprint                                                     |               |           |                                                                                    |
| Thomas Simart                                              | C-1 200m (m)  | 10e       | serie 2: 1ste in 40,415 halve finale 2: 2de in 40,670 finale: 8ste in 40,180       |
| Adrien Bart                                                | C-1 1000m (m) | 10e       | serie 2: 5de in 4.10,043 halve finale 1: 5de in 4.08,593 finale B: 2de in 4.00,911 |
| Maxime Beaumont                                            | K-1 200m (m)  | Zilver    | serie 2: 1ste in 34,322 halve finale 2: 1ste in 34,398 finale: 2de in 35,362       |
| Cyrille Carré                                              | K-1 1000m (m) | 13e       | serie 2: 3de in 3.36,322 halve finale 2: 6de in 3.38,115 finale B: 5de in 3.36,606 |
| Maxime Beaumont Sébastien Jouve                            | K-2 200m (m)  | 7e        | serie 1: 3de in 31,855 halve finale 1:2de in 32,526 finale: 7de in 32,699          |
| Étienne Hubert Arnaud Hybois                               | K-2 1000m (m) | 10e       | serie 1: 4de in 3.25,654 halve finale 1: 5de in 3.21,100 finale B: 2de in 3.19,415 |
| Cyrille Carré Étienne Hubert Arnaud Hybois Sébastien Jouve | K-4 1000m (m) | 7e        | serie 1: 5de in 3.02,376 halve finale 2: 3de in 3.00,896 finale: 7de in 3.07,488   |
|                                                            |               |           |                                                                                    |
| Sarah Guyot                                                | K-1 200 m (v) | 5e        | serie 3: 1ste in 40,317 halve finale 2: 2de in 40,516 finale: 5de in 40,894        |
| Manon Hostens Léa Jamelot Amandine Lhote Sarah Troel       | K-4 500 m (v) | 12e       | serie 1: 6de in 1.37,03 halve finale 2: 6de in 1.39,06 finale B: 4de in 1.41,069   |

### Moderne vijfkamp
| Olympiër        | Onderdeel | Resultaat | Prestatie |
| --------------- | --------- | --------- | --- |
| Valentin Belaud | mannen    | 20e       | zwemmen: 2:04.44 (32e, 317 punten) schermen: 19 W, 16 V (13e, 214 punten) paardrijden: 14 strafpunten (13e, 286 punten) gecombineerd: 11:39.37 (22e, 601 punten) totaal: 1420 punten (20e) |
| Valentin Prades | mannen    | 4e        | zwemmen: 2:07.83 (18e, 327 punten) schermen: 21 W, 14 V (4e, 227 punten) paardrijden: 23 strafpunten (23e, 277 punten) gecombineerd: 11:04.08 (3e, 636 punten) totaal: 1467 punten (4e)    |
|                 |           |           | |
| Élodie Clouvel  | vrouwen   | Zilver    | zwemmen: 2:08.62 (2e, 315 punten) schermen: 21 W, 14 V (7e, 227 punten) paardrijden: 7 strafpunten (11e, 293 punten) gecombineerd: 12:59.06 (17e, 521 punten) totaal: 1356 punten (2e)     |

### Paardensport
| Olympiër                                                               | Onderdeel   | Resultaat | Prestatie |
| Dressuur                                                               | Dressuur    | Dressuur  | Dressuur |
| ---------------------------------------------------------------------- | ----------- | --------- | --- |
| Stephanie Brieussel                                                    | individueel | 55e       | Grand Prix: 55ste met 65,115% |
| Ludovic Henry                                                          | individueel | 40e       | Grand Prix: 40ste met 69,214% |
| Karen Tebar                                                            | individueel | 25e       | Grand Prix: 18de met 75,029% Grand Prix Special: 25ste met 72,773%                                                                                              |
| Pierre Volla                                                           | individueel | 31e       | Grand Prix: 30ste met 71,500% Grand Prix Special: 31ste met 65,742%                                                                                             |
| Stephanie Brieussel Ludovic Henry Karen Tebar Pierre Volla             | team        | 8e        | Grand Prix: 8ste met 71,914% |
| Eventing                                                               |             |           | |
| Karim Florent Laghouag                                                 | individueel | DNF       | dressuur: 43,40 strafpunten crosscountry: 50,40 strafpunten springconcours (1): 1,00 strafpunten                                                                |
| Mathieu Lemoine                                                        | individueel | 15e       | dressuur: 39,20 strafpunten crosscountry: 14,40 strafpunten springconcours (1): 8,00 strafpunten springconcours (2): 8,00 strafpunten totaal: 69,60 strafpunten |
| Astier Nicolas                                                         | individueel | Zilver    | dressuur: 42,00 strafpunten crosscountry: 0 strafpunten springconcours (1): 0 strafpunten springconcours (2): 6,00 strafpunten totaal: 48,00 strafpunten        |
| Thibaut Vallette                                                       | individueel | 13e       | dressuur: 41,00 strafpunten crosscountry: 24,40 strafpunten springconcours (1): 0 strafpunten springconcours (2): 4 strafpunten totaal:: 69,40 strafpunten      |
| Karim Florent Laghouag Mathieu Lemoine Astier Nicolas Thibaut Vallette | team        | Goud      | dressuur: 122,20 strafpunten crosscountry: 38,80 strafpunten springconcours (1): 8,00 strafpunten totaal: 169,00 strafpunten                                    |
|                                                                        |             |           | |
| Roger-Yves Bost                                                        | individueel | 16e       | kwalificatie: 5de met 2 strafpunten finale: 16de met 5 strafpunten                                                                                              |
| Pénélope Leprévost                                                     | individueel | DNF       | kwalificatie: niet gefinisht |
| Philippe Rozier                                                        | individueel | 23e       | kwalificatie: 13de met 5 strafpunten finale: 23ste met 13 strafpunten                                                                                           |
| Kevin Staut                                                            | individueel | 22e       | kwalificatie: 7de met 4 strafpunten finale: 22ste met 12 strafpunten                                                                                            |
| Roger-Yves Bost Simon Delestre Pénélope Leprévost Kevin Staut          | team        | Goud      | 3 strafpunten |

### Roeien
| Olympiër                                                          | Onderdeel              | Resultaat | Prestatie |
| ----------------------------------------------------------------- | ---------------------- | --------- | --- |
| Jérémie Azou Pierre Houin                                         | lichte dubbel-twee (m) | Goud      | serie 3: 1ste in 6.24,62 halve finale 1: 1ste in 6.34,43 finale: 1ste in 6.30,70                             |
| Germain Chardin Dorian Mortelette                                 | dubbel-twee (m)        | 6e        | serie 3: 2de in 6.33,03 halve finale 2: 3de in 6.16,15 finale: 6de in 7.02,06                                |
| Matthieu Androdias Hugo Boucheron                                 | twee-zonder (m)        | 5e        | serie 2: 1ste in 6.42,00 halve finale 1: 3de in 6.26,10 finale: 5de in 7.09,91                               |
| Benjamin Lang Mickaël Marteau Théophile Onfroy Valentin Onfroy    | dubbel-vier (m)        | 11e       | serie 3: 3de in 6.00,72 halve finale 2: 5de in 6.26,94 finale B: 5de in 6.02,21                              |
| Thomas Baroukh Thibault Colard Guillaume Raineau Franck Solforosi | lichte vier-zonder (m) | Brons     | serie 1: 4de in 6.07,31 herkansingen: 1ste in 6.01,18 halve finale 1: 2de in 6.07,32 finale: 3de in 6.22,85  |
|                                                                   |                        |           | |
| Hélène Lefebvre Elodie Ravera                                     | dubbel-twee (v)        | 5e        | serie 1: 3de in 7.05,65 halve finale 2: 3de in 6.54,34 finale: 5de in 7.52,03                                |
| Noémie Kober Marie Le Nepvou                                      | twee-zonder (v)        | 12e       | serie 2: 4de in 7.26,28 herkansingen: 3de in 7.59,44 halve finale 2: 6de in 7.44,81 finale B: 6de in 7.26,55 |

### Rugby

#### Mannen
| Olympiër | Onderdeel | Resultaat | Prestatie |
| --- | --------- | --------- | --------- |
| Jérémy Aicardi Steeve Barry Terry Bouhraoua Julien Candelon Damien Cler Manoël Dall'igna Vincent Inigo Pierre-Gilles Lakafia Jonathan Laugel Stephen Parez Virimi Vakatawa Sacha Valleau | mannen    | 7e        | zie onder |

| Groep B |             |             |             |             |             |        |        |        |        |
| #       | Land        | Wedstrijden | Wedstrijden | Wedstrijden | Wedstrijden | Punten | Punten | Punten | Punten |
| #       | Land        | G           | W           | G           | V           | V      | T      | Saldo  | Punten |
| 1       | Zuid-Afrika | 3           | 2           | 0           | 1           | 55     | 12     | +43    | 7      |
| 2       | Frankrijk   | 3           | 2           | 0           | 1           | 57     | 45     | +12    | 7      |
| 3       | Australië   | 3           | 2           | 0           | 1           | 52     | 48     | +4     | 7      |
| 4       | Spanje      | 3           | 0           | 0           | 3           | 17     | 76     | –59    | 3      |

| Ronde        | Datum       | Lokale tijd | MEZT           | Plaats         | Land          | Score     | Land      |
| ------------ | ----------- | ----------- | -------------- | -------------- | ------------- | --------- | --------- |
| Groepsfase   |             |             |                |                |               |           |           |
| 9 augustus   | 11:00       | 16:00       | Rio de Janeiro | Australië      | 14–31         | Frankrijk |           |
| 9 augustus   | 16:30       | 21:30       | Rio de Janeiro | Zuid-Afrika    | 26–0          | Frankrijk |           |
| 10 augustus  | 11:00       | 16:00       | Rio de Janeiro | Frankrijk      | 26–5          | Spanje    |           |
| Kwartfinale  | 10 augustus | 17:30       | 22:30          | Rio de Janeiro | Japan         | 12–7      | Frankrijk |
| Plaatsen 5–8 | 11 augustus | 13:30       | 18:30          | Rio de Janeiro | Nieuw-Zeeland | 24–19     | Frankrijk |
| Plaatsen 7–8 | 11 augustus | 17:30       | 22:30          | Rio de Janeiro | Frankrijk     | 12–10     | Australië |

#### Vrouwen
| Olympiër | Onderdeel | Resultaat | Prestatie |
| --- | --------- | --------- | --------- |
| Audrey Amiel Pauline Biscarat Camille Grassineau Lina Guérin Elodie Guiglion Fanny Horta Shannon Izar Caroline Ladagnous Jade Le Pesq Marjorie Mayans Rose Thomas Jennifer Troncy | vrouwen   | 6e        | zie onder |

| Groep A |               |             |             |             |             |        |        |        |        |
| #       | Land          | Wedstrijden | Wedstrijden | Wedstrijden | Wedstrijden | Punten | Punten | Punten | Punten |
| #       | Land          | G           | W           | G           | V           | V      | T      | Saldo  | Punten |
| 1       | Nieuw-Zeeland | 3           | 3           | 0           | 0           | 109    | 12     | +97    | 9      |
| 2       | Frankrijk     | 3           | 2           | 0           | 1           | 71     | 40     | +31    | 7      |
| 3       | Spanje        | 3           | 1           | 0           | 2           | 31     | 65     | –34    | 5      |
| 4       | Kenia         | 3           | 0           | 0           | 3           | 17     | 111    | –94    | 3      |

| Ronde        | Datum      | Lokale tijd | MEZT           | Plaats         | Land      | Score     | Land             |
| ------------ | ---------- | ----------- | -------------- | -------------- | --------- | --------- | ---------------- |
| Groepsfase   |            |             |                |                |           |           |                  |
| 6 augustus   | 11:00      | 16:00       | Rio de Janeiro | Frankrijk      | 24–7      | Spanje    |                  |
| 6 augustus   | 16:00      | 21:00       | Rio de Janeiro | Frankrijk      | 40–7      | Kenia     |                  |
| 7 augustus   | 11:30      | 16:30       | Rio de Janeiro | Nieuw-Zeeland  | 26–7      | Frankrijk |                  |
| Kwartfinale  | 7 augustus | 17:30       | 22:30          | Rio de Janeiro | Canada    | 15–5      | Frankrijk        |
| Plaatsen 5–8 | 8 augustus | 13:30       | 18:30          | Rio de Janeiro | Spanje    | 12–24     | Frankrijk        |
| Plaatsen 5–6 | 8 augustus | 18:00       | 23:00          | Rio de Janeiro | Frankrijk | 5–19      | Verenigde Staten |

### Schermen
| Olympiër                                             | Onderdeel       | Resultaat | Prestatie |
| ---------------------------------------------------- | --------------- | --------- | --- |
| Yannick Borel                                        | degen (m)       | 5e        | 1ste ronde: vrij 2de ronde: W van HUN Redli: 15–9 3de ronde: W van SUI Kauter: 15–14 kwartfinale V van SUI Steffen: 10–15                                                                                   |
| Gauthier Grumier                                     | degen (m)       | Brons     | 1ste ronde: vrij 2de ronde: W van BRA Schwantes: 15–7 3de ronde: W van EGY Fayez: 15–9 kwartfinale: W van JPN Minobe: 15–8 halve finale: V van HUNImre: 13–15 bronzen finale: W van SUI Steffen: 15–11      |
| Daniel Jérent                                        | degen (m)       | 17e       | 1ste ronde: vrij 2de ronde: V van VEN Limrdo: 14–15 |
| Yannick Borel Gauthier Grumier Daniel Jérent         | degen team (m)  | Goud      | 1ste ronde: vrij kwartfinale: W van Venezuela: 45–29 halve finale: W van Hongarije: 45–40 finale: W van Italië: 45–31                                                                                       |
| Jérémy Cadot                                         | floret (m)      | 17e       | 1ste ronde: vrij 2de ronde: V van ITA Cassara: 14–15 |
| Erwann Le Pechoux                                    | floret (m)      | 9e        | 1ste ronde: vrij 1ste ronde: W van CHN Lei: 15–9 2de ronde: V van USA Meinhardt: 14–15 |
| Enzo Lefort                                          | floret (m)      | 17e       | 1ste ronde: vrij 2de ronde: V van GER Joppich: 13–15 |
| Jérémy Cadot Erwann Le Pechoux Enzo Lefort           | floret team (m) | Zilver    | 1ste ronde: W van China: 45–42 halve finale: W van Italië: 45–30 finale: V van Rusland: 41–45 |
| Vincent Anstett                                      | sabel (m)       | 5e        | 1ste ronde: W van JPN Tokunan: 15–13 2de ronde: W van VIE An: 15–8 kwartfinale: V van IRI Abedini: 13–15 |
|                                                      |                 |           | |
| Marie-Florence Candassamy                            | degen (v)       | 9e        | 1ste ronde: W van BRA Simeao: 15–6 2de ronde: W van China Xu: 15–8 3de ronde: V van BRA Moellhausen: 12–15                                                                                                  |
| Auriane Mallo                                        | degen (v)       | 17e       | 1ste ronde: W van VIE Hoa: 15–7 2de ronde: V van ROU Branza: 8–15 |
| Lauren Rembi                                         | degen (v)       | 4e        | 1ste ronde: vrij 2de ronde: W van ROU Gherman: 13–10 3de ronde: W van UKR Kryvytska: 9–7 kwartfinale: W van BRA Moellhausen: 15–12 halve finale: V van HUN Szasz: 6–10 bronzen finale: V van CHN Sun: 13–15 |
| Marie-Florence Candassamy Auriane Mallo Lauren Rembi | degen team (v)  | 7e        | 1ste ronde: vrij kwartfinale: V van Rusland: 41–44 5-8ste plek: V van Verenigde Staten: 28–32 7-8ste plek: W van Oekraïne: 45–38                                                                            |
| Astrid Guyart                                        | floret (v)      | 5e        | 1ste ronde: vrij 2de ronde: W van UKR Leleiko: 15–9 3de ronde: W van USA Prescod: 14–11 kwartfinale: V van RUS Deriglazova: 6–15                                                                            |
| Ysaora Thibus                                        | floret (v)      | 5e        | 1ste ronde: vrij 2de ronde: W van TUR Karamete: 15–6 3de ronde: W van CHN Le: 15–13 kwartfinale: V van RUS Sjanajeva: 10–15                                                                                 |
| Cécilia Berder                                       | sabel (v)       | 5e        | 1ste ronde: vrij 1ste ronde: W van ARG Maurice: 15–6 2de ronde: W van USA Muhammad: 15–12 kwartfinale: V van RUS Velikaja: 10–15                                                                            |
| Manon Brunet                                         | sabel (v)       | 4e        | 1ste ronde: vrij 2de ronde: W van KOR Hwang: 15–11 3de ronde: W van HUN Marton: 15–12 kwartfinale: W van TUN Besbes: 15–14 halve finale: V van RUS Velikaja: 14–15 bronzen finale: V van UKR Charlan: 10–15 |
| Charlotte Lembach                                    | sabel (v)       | 9e        | 1ste ronde: vrij 2de ronde: W van ITA Vecchi: 15–11 2de ronde: V van RUS Velikaja: 14–15 |
| Cécilia Berder Manon Brunet Charlotte Lembach        | sabel team (v)  | 8e        | 1ste ronde: V Italië: 36–45 5-8ste plek: V van Zuid-Korea: 40–45 7-8ste plek: V van Mexico: 38–45 |

### Schietsport
| Olympiër            | Onderdeel               | Resultaat | Prestatie                                                                    |
| ------------------- | ----------------------- | --------- | ---------------------------------------------------------------------------- |
| Jérémy Monnier      | 10m luchtgeweer (m)     | 38e       | kwalificatie: 38ste met 618,5 punten (103,5-103,5-102,7-102-103,3-103,5)     |
| Valérian Sauveplane | 10m luchtgeweer (m)     | 26e       | kwalificatie: 26ste met 621,1 punten (102,6-104,2-104,2-102,4-103,6-104,1)   |
| Alexis Raynaud      | 50m drie houdingen (m)  | Brons     | kwalificatie: 5de met 1176 punten (392-396-388) finale: 3de met 448,4 punten |
| Valérian Sauveplane | 50m drie houdingen (m)  | 24e       | kwalificatie: 24ste met 1168 punten (385-393-390)                            |
| Cyril Graff         | 50m liggend (m)         | 9e        | kwalificatie: 9de met 624,3 punten (105,3-103,3-102,8-103,7-104,3-103,9)     |
| Jérémy Monnier      | 50m liggend (m)         | 39e       | kwalificatie: 39te met 618,6 punten (103,1-102,2-103,9-102,0-103,1-104,3)    |
| Jean Quiquampoix    | 25m snelvuurpistool (m) | Zilver    | kwalificatie: 3de met 586 punten (293-293) finale: 2de met 30 punten         |
| Éric Delaunay       | skeet (m)               | 7e        | kwalificatie: 7de met 121 punten (24-25-25-24-24) ( TB)                      |
| Anthony Terras      | skeet (m)               | 8e        | kwalificatie: 8ste met 121 punten (24-23-25-24-25) (TB)                      |
|                     |                         |           |                                                                              |
| Laurence Brize      | 50m drie houdingen (v)  | 20e       | kwalificatie: 20ste met 577 punten (194-194-189)                             |
| Mathilde Lamolle    | 25m pistool (v)         | 39e       | kwalificatie: 39ste met 550 punten (287-263)                                 |
| Stéphanie Tirode    | 25m pistool (v)         | 26e       | kwalificatie: 26ste met 573 punten (288-285)                                 |
| Céline Goberville   | 10m luchtpistool (v)    | 10e       | kwalificatie: 10de met 383 punten (95-98-96-94)                              |
| Stéphanie Tirode    | 10m luchtpistool (v)    | 13e       | kwalificatie: 13de met 381 punten (94-95-96-96)                              |

### Schoonspringen
| Olympiër         | Onderdeel     | Resultaat | Prestatie                                                                                          |
| ---------------- | ------------- | --------- | -------------------------------------------------------------------------------------------------- |
| Matthieu Rosset  | 3m plank (m)  | 23e       | voorronde: 23ste met 373,40 punten                                                                 |
| Benjamin Auffret | 10m toren (m) | 4e        | voorronde: 4de met 470,45 punten halve finale: 4de met 477,00 punten finale: 4de met 507,35 punten |
|                  |               |           | |
| Laura Marino     | 10m toren (v) | 19e       | voorronde: 19de met 289,35 punten                                                                  |

### Synchroonzwemmen
| Olympiër                    | Onderdeel | Resultaat | Prestatie                                                                                                 |
| --------------------------- | --------- | --------- | --- |
| Laura Augé Margaux Chrétien | duet      | 8e        | technische routine: 9de met 86,2824 punten vrije routine: 8ste met 86,8667 punten totaal: 174,2491 punten |

### Taekwondo
| Olympiër        | Onderdeel | Resultaat | Prestatie |
| --------------- | --------- | --------- | --- |
| M'bar N'diaye   | +80kg (m) | 7e        | 1ste ronde: V van NED Issoufou: 0–6 herkansingen: V van BRA Siquiera: 2–5                                                                             |
|                 |           |           | |
| Yasmina Aziez   | –49kg (v) | 5e        | 1ste ronde: W van ARU Pimentel: 2–1 kwartfinale: W van CRO Zaninovic: 4–3 halve finale: V van KOR Kim: 0–1SD bronzen finale: V van AZE Abakarova: 2–7 |
| Haby Niaré      | –67kg (v) | Zilver    | 1ste ronde: W van HAI Louissaint: 5–4 kwartfinale: W van CIV Gbagbi: 5–4 halve finale: W van TUR Tatar: 3–0SD finale: V van KOR Oh: 12–13             |
| Gwladys Épangue | +67kg (v) | 5e        | 1ste ronde: W van CIV Koné: 3–1 2de ronde: V van CHN Zheng: 1–4 herkansingen: W van NEP Rawal: 4–3 bronzen finale: V van USA Galloway: 1–2            |

### Tafeltennis
| Olympiër                                    | Onderdeel     | Resultaat | Prestatie |
| ------------------------------------------- | ------------- | --------- | --- |
| Simon Gauzy                                 | enkelspel (m) | 17e       | voorronde: vrij 1ste ronde: vrij 2de ronde: vrij 3de ronde: V van UKR Lei: 1–4 (6-11, 11-6, 14-16, 9-11, 6-11) |
| Emmanuel Lebesson                           | enkelspel (m) | 33e       | voorronde: vrij 1ste ronde: vrij 2de ronde: V van ROU Crisan: 3–4 (4-11, 11-4, 8-11, 11-9, 11-7, 9-11, 10-12) |
| Tristan Flore Simon Gauzy Emmanuel Lebesson | team (m)      | 9e        | 1ste ronde: V van Groot-Brittannië: 2–3 |
|                                             |               |           | |
| Li Xue                                      | enkelspel (v) | 9e        | voorronde: vrij 1ste ronde: vrij 2de ronde: W van PUR Díaz: 4–0 (11-1, 11-6, 11-8, 11-8) 3de ronde: W van NED Jie: 4–3 (8-11, 12-14, 11-8, 11-9, 11-7, 6-11, 11-8) 4de ronde: V van GER Ying: 1–4 (4-11, 4-11, 11-8, 3-11, 11-13) |

### Tennis
| Olympiër                                  | Onderdeel      | Resultaat | Prestatie |
| ----------------------------------------- | -------------- | --------- | --- |
| Gaël Monfils                              | enkelspel (m)  | 5e        | 1ste ronde: W van CAN Pospisil: 6–1, 6–3 2de ronde: W van BRA Silva: 6–2, 6–4 3de ronde: W van CRO Cilic: 6–7(6), 6–3, 6–4 kwartfinale: V van JPN Nishikori: 6–7 (4), 6–4, 6–7(6) |
| Benoît Paire                              | enkelspel (m)  | 17e       | 1ste ronde: W van CZE Rosol: 3–6, 6–3, 6–4 2de ronde: W van ITA Fognin: 6–4, 4–6, 6–7 (5)                                                                                         |
| Gilles Simon                              | enkelspel (m)  | 9e        | 1ste ronde: W van CRO Coric 6–4, 7–6(1) 2de ronde: W van JPN Sugita: 7–6(3), 6–2 3de ronde: V van Nadal: 6–7(5), 3–6                                                              |
| Jo-Wilfried Tsonga                        | enkelspel (m)  | 17e       | 1ste ronde: W van TUN Jaziri: 4–6, 7–5, 6–3 2de ronde: V van LUX Müller: 4-6, 3-6                                                                                                 |
| Gaël Monfils Jo-Wilfried Tsonga           | dubbelspel (m) | 17e       | 1ste ronde: V van USA Baker/Ram: 1–6, 4–6 |
| Pierre-Hugues Herbert Nicolas Mahut       | dubbelspel (m) | 17e       | 1ste ronde: V van COL Cabal/Farah: 6–7(4), 3–6 |
|                                           |                |           | |
| Alizé Cornet                              | enkelspel (v)  | 17e       | 1ste ronde: W van SWE Larsson: 6–1, 2–6, 6–3 2de ronde: V van USA S Williams: 6–7(5), 2–6                                                                                         |
| Caroline Garcia                           | enkelspel (v)  | 17e       | 1ste ronde: W van BRA Pereira: 6–1, 6–2 2de ronde: V van GBR Konta: 2–6, 3–6 |
| Kristina Mladenovic                       | enkelspel (v)  | 17e       | 1ste ronde: W van SRB Krunic: 6–1, 6–4 2de ronde: V van Keys: 5–7, 7–6(4), 6–7(5à                                                                                                 |
| Caroline Garcia Kristina Mladenovic       | dubbelspel (v) | 17e       | 1ste ronde: V van JPN Doi/Hozumi: 0–6, 6–0, 4–6 |
|                                           |                |           | |
| Caroline Garcia Nicolas Mahut             | dubbelspel (g) | 9e        | 1ste ronde: V van BRA Pereira/Melo: 6–7(4), 6–7(1) |
| Kristina Mladenovic Pierre-Hugues Herbert | dubbelspel (g) | 9e        | 1ste ronde: V van ITA Vinci/Fognini: 4–6, 6–3, 8–10 |

### Triatlon
| Olympiër            | Onderdeel | Resultaat | Prestatie |
| ------------------- | --------- | --------- | --------- |
| Dorian Coninx       | mannen    | 36e       | 1:51.50   |
| Pierre Le Corre     | mannen    | 25e       | 1:48.36   |
| Vincent Luis        | mannen    | 7e        | 1:46.12   |
|                     |           |           |           |
| Cassandre Beaugrand | vrouwen   | 30e       | 2:02.18   |
| Audrey Merle        | vrouwen   | 35e       | 2:02.53   |

### Voetbal

#### Vrouwen
| Olympiër | Onderdeel | Resultaat | Prestatie |
| --- | --------- | --------- | --------- |
| Méline Gérard Griedge Mbock Bathy Wendie Renard Sakina Karchaoui Sabrina Delannoy Amandine Henry Amel Majri Jessica Houara Eugénie Le Sommer Camille Abily Claire Lavogez Élodie Thomis Kadidiatou Diani Louisa Nécib Élise Bussaglia Sarah Bouhaddi Kheira Hamraoui Marie-Laure Delie | vrouwen   | 5e        | zie onder |

| Groep G |                  |             |             |             |             |            |            |            |        |
| #       | Land             | Wedstrijden | Wedstrijden | Wedstrijden | Wedstrijden | Doelpunten | Doelpunten | Doelpunten | Punten |
| #       | Land             | G           | W           | G           | V           | V          | T          | Saldo      | Punten |
| 1       | Verenigde Staten | 3           | 2           | 1           | 0           | 5          | 2          | 3          | 7      |
| 2       | Frankrijk        | 3           | 2           | 0           | 1           | 7          | 1          | 6          | 6      |
| 3       | Nieuw-Zeeland    | 3           | 1           | 0           | 2           | 1          | 5          | −4         | 3      |
| 4       | Colombia         | 3           | 0           | 1           | 2           | 2          | 7          | −5         | 1      |

| Ronde       | Datum       | Lokale tijd | MEZT           | Plaats           | Land   | Score     | Land      |
| ----------- | ----------- | ----------- | -------------- | ---------------- | ------ | --------- | --------- |
| Groepsfase  |             |             |                |                  |        |           |           |
| 3 augustus  | 22:00       | 03:00       | Belo Horizonte | Frankrijk        | 4−0    | Colombia  |           |
| 6 augustus  | 17:00       | 22:00       | Belo Horizonte | Verenigde Staten | 1−0    | Frankrijk |           |
| 9 augustus  | 19:00       | 00:00       | Salvador       | Nieuw-Zeeland    | 0−3    | Frankrijk |           |
| Kwartfinale | 12 augustus | 19:00       | 00:00          | São Paulo        | Canada | 1−0       | Frankrijk |

### Volleybal
| Olympiër | Onderdeel | Resultaat | Prestatie |
| --- | --------- | --------- | --- |
| Jenia Grebennikov L Antonin Rouzier Trévor Clévenot Benjamin Toniutti A Kévin Tillie Earvin N'Gapeth Kévin Le Roux Pierre Pujol Nicolas Le Goff Nicolas Maréchal Franck Lafitte Thibault Rossard | zaal (m)  | 9e        | groep A: 5de V van Italië: 0-3 (20-25, 20-25, 15-25) W van Mexico: 3-0 (25-18, 25-12, 25-22) W van Canada: 3-0 (25-19, 25-16, 25-19) V van Verenigde Staten: 1-3 (22-25, 22-25, 25-14, 22-25) V van Brazilië: 1-3 (22-25, 25-22, 20-25, 23-25) |

| # | Ploeg            | Punten | Wedstrijden | Wedstrijden | Wedstrijden | Spelpunten | Spelpunten | Spelpunten | Sets | Sets | Sets  |
| # | Ploeg            | Punten | G           | W           | V           | W          | V          | Ratio      | W    | V    | Ratio |
| - | ---------------- | ------ | ----------- | ----------- | ----------- | ---------- | ---------- | ---------- | ---- | ---- | ----- |
| 1 | Italië           | 12     | 5           | 4           | 1           | 432        | 375        | 1,152      | 13   | 5    | 2,600 |
| 2 | Canada           | 9      | 5           | 3           | 2           | 378        | 378        | 1,000      | 10   | 7    | 1,428 |
| 3 | Verenigde Staten | 9      | 5           | 3           | 2           | 419        | 405        | 1,034      | 10   | 8    | 1,250 |
| 4 | Brazilië         | 9      | 5           | 3           | 2           | 467        | 442        | 1,056      | 11   | 9    | 1,222 |
| 5 | Frankrijk        | 6      | 5           | 2           | 3           | 386        | 367        | 1,051      | 8    | 9    | 0,888 |
| 6 | Mexico           | 0      | 5           | 0           | 5           | 283        | 398        | 0,711      | 1    | 15   | 0,066 |

| Ronde       | Datum | Lokale tijd | MEZT           | Plaats           | Land | Score     | Land |
| ----------- | ----- | ----------- | -------------- | ---------------- | ---- | --------- | ---- |
| Groepsfase  |       |             |                |                  |      |           |      |
| 7 augustus  | 09:30 | 14:30       | Rio de Janeiro | Italië           | 3−0  | Frankrijk |      |
| 9 augustus  | 11:35 | 16:35       | Rio de Janeiro | Frankrijk        | 3−0  | Mexico    |      |
| 11 augustus | 17:05 | 22:05       | Rio de Janeiro | Canada           | 0−3  | Frankrijk |      |
| 13 augustus | 17:05 | 22:05       | Rio de Janeiro | Verenigde Staten | 3−1  | Frankrijk |      |
| 15 augustus | 22:35 | 03:35       | Rio de Janeiro | Brazilië         | 3−1  | Frankrijk |      |

### Waterpolo
| Olympiër | Onderdeel | Resultaat | Prestatie |
| --- | --------- | --------- | --------- |
| Rémi Garsau Rémi Saudadier Igor Kovacevic Enzo Khasz Romain Blary Thibaut Simon Ugo Crousillat Michal Iždinský Mehdi Marzouki Mathieu Peisson Petar Tomašević Alexandre Camarasa A Jonathan Moriame | mannen    | 11e       | zie onder |

| Groep B |                  |             |             |             |            |            |            |            |        |
| #       | Land             | Wedstrijden | Wedstrijden | Wedstrijden | Doelpunten | Doelpunten | Doelpunten | Doelpunten | Punten |
| #       | Land             | G           | W           | G           | V          | V          | T          | Saldo      | Punten |
| 1       | Spanje           | 5           | 3           | 1           | 1          | 46         | 35         | +11        | 7      |
| 2       | Kroatië          | 5           | 3           | 0           | 2          | 37         | 37         | 0          | 6      |
| 3       | Italië           | 5           | 3           | 0           | 2          | 40         | 41         | –1         | 6      |
| 4       | Montenegro       | 5           | 2           | 1           | 2          | 36         | 32         | +4         | 5      |
| 5       | Verenigde Staten | 5           | 2           | 0           | 3          | 35         | 35         | 0          | 4      |
| 6       | Frankrijk        | 5           | 1           | 0           | 4          | 28         | 42         | –14        | 0      |

| Ronde       | Datum | Lokale tijd | MEZT           | Plaats    | Land | Score            | Land |
| ----------- | ----- | ----------- | -------------- | --------- | ---- | ---------------- | ---- |
| Groepsfase  |       |             |                |           |      |                  |      |
| 6 augustus  | 13:00 | 18:00       | Rio de Janeiro | Frankrijk | 4–7  | Montenegro       |      |
| 8 augustus  | 10:20 | 15:20       | Rio de Janeiro | Italië    | 11–8 | Frankrijk        |      |
| 10 augustus | 11:40 | 16:40       | Rio de Janeiro | Frankrijk | 3–6  | Verenigde Staten |      |
| 12 augustus | 10:20 | 15:20       | Rio de Janeiro | Spanje    | 10–4 | Frankrijk        |      |
| 14 augustus | 16:50 | 21:50       | Rio de Janeiro | Frankrijk | 9–8  | Kroatië          |      |

### Wielersport
| Olympiër                                        | Onderdeel        | Resultaat | Prestatie |
| Baan                                            | Baan             | Baan      | Baan |
| ----------------------------------------------- | ---------------- | --------- | --- |
| Michaël D'Almeida                               | keirin (m)       | 8e        | serie: 1ste in 10,237 2de ronde: 6de |
| François Pervis                                 | keirin (m)       | 11e       | serie: 3de herkansingen: 1ste in 10,284 2de ronde: 5de |
| Grégory Baugé                                   | sprint (m)       | 7e        | kwalificatie: 5de in 9,807 1ste ronde: W van CZE Kelemen: 10,214 2de ronde: W van NED Hoogland: 10,103 kwartfinale: V van RUS Dmitrijev: 0-2 5-8ste plek: 3de |
| François Pervis                                 | sprint (m)       | 13e       | kwalificatie: 11de in 9,898 1ste ronde: V van NED Hoogland herkansingen: V van COL Puerta                                                                     |
| Thomas Boudat                                   | omnium (m)       | 5e        | 172 punten |
| Grégory Baugé Michaël D'Almeida François Pervis | teamsprint (m)   | Brons     | kwalificatie: 4de in 43,185 1ste ronde: W van Polen: 43,153 bronzen finale: W van Australië: 43,143                                                           |
|                                                 |                  |           | |
| Sandie Clair                                    | keirin (v)       | 13e       | serie 4: 6de herkansingen: 4de |
| Virginie Cueff                                  | keirin (v)       | 13e       | serie 2: niet gefinisht herkansingen: 3de |
| Sandie Clair                                    | sprint (v)       | 25e       | kwalificatie: 25ste in 11,517 |
| Virginie Cueff                                  | sprint (v)       | 12e       | kwalificatie: 16de in 11,099 1ste ronde: V van HKG Wai herkansingen: 1ste in 11,496 2de ronde: V van GBR James herkansingen: 2de 9-12de plek: 4de             |
| Laurie Berthon                                  | omnium (v)       | 10e       | 163 punten |
| Sandie Clair Virginie Cueff                     | teamsprint (v)   | 13e6e     | kwalificatie: 6de in 33,625 1ste ronde: V van Duitsland: 33,517                                                                                               |
| BMX                                             |                  |           | |
| Joris Daudet                                    | mannen           | 22e       | plaatsingsronde: 1ste in 34,617 kwartfinale 1: 6de met 18 punten                                                                                              |
| Amidou Mir                                      | mannen           | 30e       | plaatsingsronde: 11de in 35,248 kwartfinale 3: 7de met 28 punten                                                                                              |
| Jérémy Rencurel                                 | mannen           | 17e       | plaatsingsronde: 22ste in 35,884 kwartfinale 3: 5de met 14 punten                                                                                             |
|                                                 |                  |           | |
| Manon Valentino                                 | vrouwen          | 8e        | plaatsingsronde: 12de in 36,377 halve finale 1: 4de met 12 punten finale: 8ste in 2.41,109                                                                    |
| Moutainbike                                     |                  |           | |
| Julien Absalon                                  | mannen           | 8e        | 1:36.43 |
| Victor Koretzky                                 | mannen           | 10e       | 1:37.27 |
| Maxime Marotte                                  | mannen           | 4e        | 1:35.01 |
|                                                 |                  |           | |
| Perrine Clauzel                                 | mountainbike (v) | 26e       | 1:42.23 |
| Pauline Ferrand-Prévot                          | mountainbike (v) | DNF       | DNF |
| Weg                                             |                  |           | |
| Julian Alaphilippe                              | tijdrit (m)      | 32e       | 1:24.39,99 |
| Alexis Vuillermoz                               | tijdrit (m)      | 29e       | 1:20.43,87 |
| Julian Alaphilippe                              | wegwedstrijd (m) | 4e        | 6:10.27 |
| Romain Bardet                                   | wegwedstrijd (m) | 24e       | 6:16.17 |
| Warren Barguil                                  | wegwedstrijd (m) | DNF       | DNF |
| Alexis Vuillermoz                               | wegwedstrijd (m) | 23e       | 6:16.17 |
|                                                 |                  |           | |
| Audrey Cordon                                   | tijdrit (v)      | 24e       | 49:32,87 |
| Audrey Cordon                                   | wegwedstrijd (v) | 37e       | 4:01.04 |
| Pauline Ferrand-Prevot                          | wegwedstrijd (v) | 26e       | 3:56.34 |

### Worstelen
| Olympiër           | Onderdeel   | Resultaat   | Prestatie                                                               |
| Vrije stijl        | Vrije stijl | Vrije stijl | Vrije stijl                                                             |
| ------------------ | ----------- | ----------- | ----------------------------------------------------------------------- |
| Zelimkhan Khadjiev | –74kg (m)   | 8e          | kwalificatie: W van IND Yadav: 5–0F 1ste ronde: V van JPN Takatani: 4-5 |
|                    |             |             |                                                                         |
| Cynthia Vescan     | –75kg (v)   | 16e         | kwalificatie: vrij 1ste ronde: V van BLR Marzaljoek: 0–5F               |

### Zeilen
| Olympiër                          | Onderdeel        | Resultaat | Prestatie                                     |
| --------------------------------- | ---------------- | --------- | --------------------------------------------- |
| Pierre Le Coq                     | RS:X (m)         | Brons     | 86 punten: (7-7-12-6-3-2-8-10-17-2-3-12-14)   |
| Jean Baptiste Bernaz              | Laser (m)        | 5e        | 90 punten: (11-10-4-17-5-47-3-5-19-2-2)       |
| Jonathan Lobert                   | Finn (m)         | 14e       | 94 punten: (10-15-1-7-12-14-11-12-14-14)      |
| Sofian Bouvet Jérémie Mion        | 470 (m)          | 7e        | 87 punten: (6-6-2-10-2-6-6-14-9-20-22-8)      |
| Noé Delpech Julien d'Ortoli       | 49er (m)         | 5e        | 100 punten: (20-12-16-12-2-9-1-1-3-17-9-14-4) |
|                                   |                  |           |                                               |
| Charline Picon                    | RS:X (v)         | Goud      | 64 punten: (1-2-1-4-5-10-5-11-8-27-3-10-4)    |
| Mathilde de Kerangat              | Laser Radial (v) | 21e       | 146 punten: (23-15-25-14-17-18-14-9-14-22)    |
| Hélène Defrance Camille Lecointre | 470 (v)          | Brons     | 62 punten: (6-18-2-3-4-13-7-7-6-2-12)         |
| Aude Compan Sarah Steyaert        | 49erFX (v)       | 6e        | 85 punten: (1-9-10-12-12-13-1-9-4-15-1-3-10)  |
|                                   |                  |           |                                               |
| Billy Besson Marie Riou           | Nacra 17 (g)     | 6e        | 93 punten: (7-17-15-8-13-15-2-1-1-3-11-7-10)  |

### Zwemmen
| Olympiër                                                                                   | Onderdeel             | Resultaat | Prestatie                                                                      |
| ------------------------------------------------------------------------------------------ | --------------------- | --------- | ------------------------------------------------------------------------------ |
| Frédérick Bousquet                                                                         | 50m vrije slag (m)    | 25e       | serie 9: 7de in 22,27                                                          |
| Florent Manaudou                                                                           | 50m vrije slag (m)    | Zilver    | serie 11: 2de in 21,72 halve finale 1: 1ste in 21,32 finale: 2de in 21,41      |
| Clément Mignon                                                                             | 100m vrije slag (m)   | 14e       | serie 8: 5de in 48,57 halve finale 2: 7de in 48,57                             |
| Jérémy Stravius                                                                            | 100m vrije slag (m)   | 18e       | serie 7: 5de in 48,62                                                          |
| Yannick Agnel                                                                              | 200m vrije slag (m)   | 19e       | serie 4: 6de in 1.47,35                                                        |
| Jérémy Stravius                                                                            | 200m vrije slag (m)   | DNF       | serie 4: 3de in 1.46,67 (11e) halve finale: niet gestart                       |
| Jordan Pothain                                                                             | 400m vrije slag (m)   | 8e        | serie 5: 1ste in 3.45,43 finale: 8ste in 3.49,07                               |
| Nicolas D'Oriano                                                                           | 1500m vrije slag (m)  | 40e       | serie 3: 6de in 15.33,62                                                       |
| Damien Joly                                                                                | 1500m vrije slag (m)  | 7e        | serie 5: 4de in 14.48,90 finale: 7de in 14.52,73                               |
| Camille Lacourt                                                                            | 100m rugslag (m)      | 5e        | serie 5: 1ste in 52,96 halve finale 2: 3de in 52,72 finale: 5de in 52,70       |
| Mehdy Metella                                                                              | 100m vlinderslag (m)  | 6e        | serie 5: 2de in 51,71 halve finale 2: 6de in 51,73 finale: 6de in 51,58        |
| Jérémy Stravius                                                                            | 100m vlinderslag (m)  | 17e       | serie 4: 5de in 52,10                                                          |
| Jordan Coelho                                                                              | 200m vlinderslag (m)  | 25e       | serie 2: 8ste in 1.58,62                                                       |
| Fabien Gilot Florent Manaudou Mehdy Metella William Meynard Clément Mignon Jérémy Stravius | 4x100m vrije slag (m) | Zilver    | series 2: 3de in 3.13,27 finale: 2de in 3.10,53                                |
| Lorys Bourelly Damien Joly Grégory Mallet Jordan Pothain                                   | 4x200m vrije slag (m) | 14e       | serie 1: 6de in 7.13,71                                                        |
| Théo Bussière Camille Lacourt Clément Mignon Jérémy Stravius                               | 4x100m wisselslag (m) | 10e       | serie 2: 6de in 3.34,47                                                        |
| Marc-Antoine Olivier                                                                       | 10km open water (m)   | Brons     | 1:53.02,0                                                                      |
|                                                                                            |                       |           |                                                                                |
| Mélanie Henique                                                                            | 50m vrije slag (v)    | 31e       | serie 8: 2de in 25,36                                                          |
| Anna Santamans                                                                             | 50m vrije slag (v)    | 21e       | serie 10: 6de in 24,93                                                         |
| Charlotte Bonnet                                                                           | 100m vrije slag (v)   | 15e       | serie 6: 4de in 53,93 halve finale 1: 7de in 54,54                             |
| Béryl Gastaldello                                                                          | 100m vrije slag (v)   | 22e       | serie 4: 6de in 54,80                                                          |
| Coralie Balmy                                                                              | 200m vrije slag (v)   | 23e       | serie 5: 7de in 1.58,83                                                        |
| Charlotte Bonnet                                                                           | 200m vrije slag (v)   | 8e        | serie 6: 2de in 1.56,26 halve finale 1: 3de in 1.56,38 finale: 8ste in 1.56,29 |
| Coralie Balmy                                                                              | 400m vrije slag (v)   | 8e        | serie 4: 2de in 4.03,40 finale: 8ste in 4.06,98                                |
| Béryl Gastaldello                                                                          | 100m vlinderslag (v)  | 24e       | serie 3: 3de in 58,93                                                          |
| Marie Wattel                                                                               | 100m vlinderslag (v)  | 23e       | serie 5: 7de in 58,90                                                          |
| Lara Grangeon                                                                              | 200m vlinderslag (v)  | 18e       | serie 3: 5de in 2.09,69                                                        |
| Fantine Lesaffre                                                                           | 200m wisselslag (v)   | 30e       | serie 1: 3de in 2.15,71                                                        |
| Lara Grangeon                                                                              | 400m wisselslag (v)   | 22e       | serie 5: 8ste in 4.43,98                                                       |
| Fantine Lesaffre                                                                           | 400m wisselslag (v)   | 23e       | serie 3: 7de in 4.44,47                                                        |
| Charlotte Bonnet Mathilde Cini Béryl Gastaldello Anna Santamans                            | 4x100m vrije slag (v) | 7e        | serie 2: 4de in 3.36,85 (NR) finale: 7de in 3.37,45                            |
| Coralie Balmy Charlotte Bonnet Margaux Fabre Cloé Hache                                    | 4x200m vrije slag (v) | 10e       | serie 2: 5de in 7.55,55                                                        |
| Charlotte Bonnet Fanny Deberghes Béryl Gastaldello Marie Wattel                            | 4x100m wisselslag (v) | DSQ       | serie 2: gediskwalificeerd                                                     |
| Aurélie Muller                                                                             | 10km open water (v)   | DSQ       | DSQ                                                                            |

Afghanistan · Albanië · Algerije · Amerikaanse Maagdeneilanden · Amerikaans-Samoa · Andorra · Angola · Antigua en Barbuda · Argentinië · Armenië · Aruba · Australië · Azerbeidzjan · Bahama's · Bahrein · Bangladesh · Barbados · België · Belize · Benin · Bermuda · Bhutan · Bolivia · Bosnië en Herzegovina · Botswana · Brazilië · Britse Maagdeneilanden · Brunei · Bulgarije · Burkina Faso · Burundi · Cambodja · Canada · Centraal-Afrikaanse Republiek · Chili · China · Chinees Taipei · Colombia · Comoren · Congo-Brazzaville · Congo-Kinshasa · Cookeilanden · Costa Rica · Cuba · Cyprus · Denemarken · Djibouti · Dominica · Dominicaanse Republiek · Duitsland · Ecuador · Egypte · El Salvador · Equatoriaal-Guinea · Eritrea · Estland · Ethiopië · Fiji · Filipijnen · Finland · Frankrijk · Gabon · Gambia · Georgië · Ghana · Grenada · Griekenland · Groot-Brittannië · Guam · Guatemala · Guinee · Guinee‑Bissau · Guyana · Haïti · Honduras · Hongarije · Hongkong · Ierland · IJsland · India · Indonesië · Irak · Iran · Israël · Italië · Ivoorkust · Jamaica · Japan · Jemen · Jordanië · Kaaimaneilanden · Kaapverdië · Kameroen · Kazachstan · Kenia · Kirgizië · Kiribati · Kosovo · Kroatië · Laos · Lesotho · Letland · Libanon · Liberia · Libië · Liechtenstein · Litouwen · Luxemburg · Macedonië · Madagaskar · Malawi · Malediven · Maleisië · Mali · Malta · Marshalleilanden · Marokko · Mauritanië · Mauritius · Mexico · Micronesië · Moldavië · Monaco · Mongolië · Montenegro · Mozambique · Myanmar · Namibië · Nauru · Nederland · Nepal · Nicaragua · Nieuw-Zeeland · Niger · Nigeria · Noord-Korea · Noorwegen · Oeganda · Oekraïne · Oezbekistan · Oman · Oostenrijk · Oost-Timor · Pakistan · Palau · Palestina · Panama · Papoea-Nieuw-Guinea · Paraguay · Peru · Polen · Portugal · Puerto Rico · Qatar · Roemenië · Rusland · Rwanda · Saint Kitts en Nevis · Saint Lucia · Saint Vincent en Grenadines · Salomonseilanden · Samoa · San Marino · Sao Tomé en Principe · Saoedi-Arabië · Senegal · Servië · Seychellen · Sierra Leone · Singapore · Slovenië · Slowakije · Soedan · Somalië · Spanje · Sri Lanka · Suriname · Swaziland · Syrië · Tadzjikistan · Tanzania · Thailand · Togo · Tonga · Trinidad en Tobago · Tsjaad · Tsjechië · Tunesië · Turkije · Turkmenistan · Tuvalu · Uruguay · Vanuatu · Venezuela · Verenigde Arabische Emiraten · Verenigde Staten · Vietnam · Wit-Rusland · Zambia · Zimbabwe · Zuid-Afrika · Zuid-Korea · Zuid-Soedan · Zweden · Zwitserland
Individuele Olympische Atleten · Olympisch vluchtelingenteam